# العلاقات الألبانية الأوكرانية
العلاقات الألبانية الأوكرانية هي العلاقات الثنائية بين ألبانيا و أوكرانيا. وقد أقيمت العلاقات الدبلوماسية بين ألبانيا وأوكرانيا في عام 1922. ولكلا البلدين سفير غير مقيم مقره في وارسو، بولندا. ولدى ألبانيا أيضا قنصل فخري في خاركيف.